# RFactor
rFactor je PC závodní simulátor. Byl vydán v listopadu roku 2005. Byl vyvinut společností ISI (Image Space Incorporated), která se podílela i na tvorbě F1 Challenge 99-02. Právě rFactor je pokládán v komunitě virtuálních závodníků za nástupce hry F1 Challenge 99-02. V této hře je v základu pár vozů a tratí. Právě rozšiřitelnost rFactoru ho dělá tím, co teď je. Addony, které se do něj vkládají (vozy, tratě, plug-iny) ho dělají o hodně lepším, ne nadarmo je ve sloganu Customize. Control. Connect. . Tento simulátor v podobě rFactor Pro (verze pro týmy) využívají některé stáje Formule 1. Například RedBull Racing. Simulátor rFactor mají v oblibě hlavně již zmiňovaní virtuální závodníci. rFactor má některé nevýhody, například neměnící se počasí a obloha.

## rFactor 2
V březnu 2009 ISI oznámila, že připravují nový simulátor rFactor 2. Má odstraňovat některé nedostatky prvního dílu rFactoru. Například se bude měnit počasí a obloha.

## Navštivte také
Project CARS - závodní simulátor